# Zahara (nhạc sĩ người Nam Phi)
Bulelwa Mkutukana (9 tháng 11 năm 1987 – 11 tháng 12 năm 2023
), nổi tiếng nhất với nghệ danh Zahara, là một ca sĩ kiêm nhạc sĩ người Nam Phi. Cô bắt đầu hát trong dàn hợp xướng của trường khi cô lên sáu tuổi, và ở tuổi chín, cô được mời tham gia dàn đồng ca cao cấp vì giọng hát đầy nội lực của cô. 
Năm 2011, Zahara đã phát hành album đầu tay của cô, Loliwe, đã đạt trạng thái bạch kim trong 13 ngày và tăng gấp đôi sau 17 ngày, bán được hơn 100.000 bản ở Nam Phi. Video âm nhạc cho đĩa đơn đầu tay của cô, Loliwe, đã vượt qua mốc 5 triệu lượt xem trên YouTube. Vào ngày 1 tháng 5 năm 2012, tại Giải thưởng Âm nhạc Nam Phi hàng năm, Zahara đã giành được tám giải thưởng, bao gồm "Nữ ca sĩ xuất sắc nhất" và "Album của năm".

## Cuộc đời
Zahara sinh ra dưới tên Bulelwa Mkutukana tại Phumlani Informal Settlement bên ngoài phía Đông London ở Eastern Cape, Nam Phi, nơi cô sống với cha mẹ Nokhaya và Mlamli Mkutukana của mình. Cô là người thứ sáu trong số bảy người con. Cô thể hiện tình yêu của mình cho ca hát ở tuổi lên 6. Cô lần đầu tiên thu hút sự chú ý rộng lớn hơn khi cô được bổ nhiệm làm ca sĩ chính của một ca đoàn của trường ở Phumlani. Nghệ danh của cô có nghĩa là "hoa nở"; khi còn nhỏ, cô được biết đến với biệt danh "Rau chân vịt".

## Sự nghiệp ca hát
Âm nhạc của cô được phân vào thể loại "Afrosoul" và cô hát bằng ngôn ngữ mẹ đẻ của mình, Xhosa, cũng như tiếng Anh. Âm nhạc của cô đã được mô tả như là một hỗn hợp giữa các phong cách đã được phổ biến bởi Tracy Chapman, và India.Arie.
Album đầu tay của Zahara Loliwe được phát hành vào năm 2011. 19 ngày sau khi phát hành, album đạt đến trạng thái bạch kim kép ở Nam Phi bằng cách vượt mốc 100.000 tại các điểm bán hàng. Điều này làm cho cô trở thành nhạc sĩ thứ hai sau Brenda Fassie, cũng là một người gốc Xhosa, đạt được con số này trong thời gian kỷ lục như vậy. Zahara sau đó phát hành Live DVD đầu tiên của mình.
Vào ngày 1 tháng 5 năm 2012, tại Giải thưởng Âm nhạc Nam Phi hàng năm, Zahara đã giành được tám giải thưởng, bao gồm "Nữ ca sĩ xuất sắc nhất" và "Album của năm". Zahara là đại sứ thương hiệu cho Bệnh viện Nhi Nelson Mandela.
Thành công của Zahara phần lớn là do Late Robbie Malinga đã sản xuất một số album của cô như LOLIWE và Country Girl. Album thứ hai sau này đã giúp cô giành được giải thưởng ALBUM được SẢN XUẤT TỐT NHẤT tại SAMA 2016

## Sản phẩm âm nhạc
- Loliwe (2011)
- The Beginning Live (2012)
- Nelson Mandela (2013)
- Phendula (2013)
- Country Girl (2015)